# 大西駅
大西駅（おおにしえき）は、愛媛県今治市大西町新町にある四国旅客鉄道（JR四国）予讃線の駅である。駅番号はY43。

## 歴史
以前は伊予大井駅（いよおおいえき）という名称であった。当時の駅名が現在も愛媛県道163号鈍川伊予大井停車場線の路線名に残る。
かつては一部の急行列車が停車しており、1988年4月ダイヤ改正時点では「うわじま」1号と「いよ」3号が停車していた（上りは全列車通過）。

### 年表
- 1924年（大正13年）12月1日：伊予大井駅（いよおおいえき）として開業[3]。
- 1959年（昭和34年）10月1日：大西駅（おおにしえき）に改称[3]。
- 1971年（昭和46年）11月8日：貨物取扱廃止[3]。業務委託駅となる[6]。
- 1984年（昭和59年）
  - 2月1日：荷物扱い廃止[3]。
  - 4月1日：駅員無配置駅となり[7]、簡易委託駅化される[8]。
- 1987年（昭和62年）4月1日：国鉄分割民営化により、JR四国の駅となる[3]。
- 1988年（昭和63年）3月1日：簡易委託駅から直営駅となる[9]。
- 2010年（平成22年）9月1日：無人駅化[4][10]。

## 駅構造
1番線が上下本線（制限速度100km/h）、2番線が上下副本線となっている1線スルーで相対式ホーム2面2線を有する地上駅。停車列車も含め、上下線共行違いが無い場合は基本的に1番のりばを通行する。

### のりば
| のりば | 路線    | 方向 | 行先                       |
| ------ | ------- | ---- | -------------------------- |
| 1・2   | ■予讃線 | 下り | 伊予北条・松山・伊予市方面 |
| 1・2   | ■予讃線 | 上り | 今治・伊予西条・高松方面   |

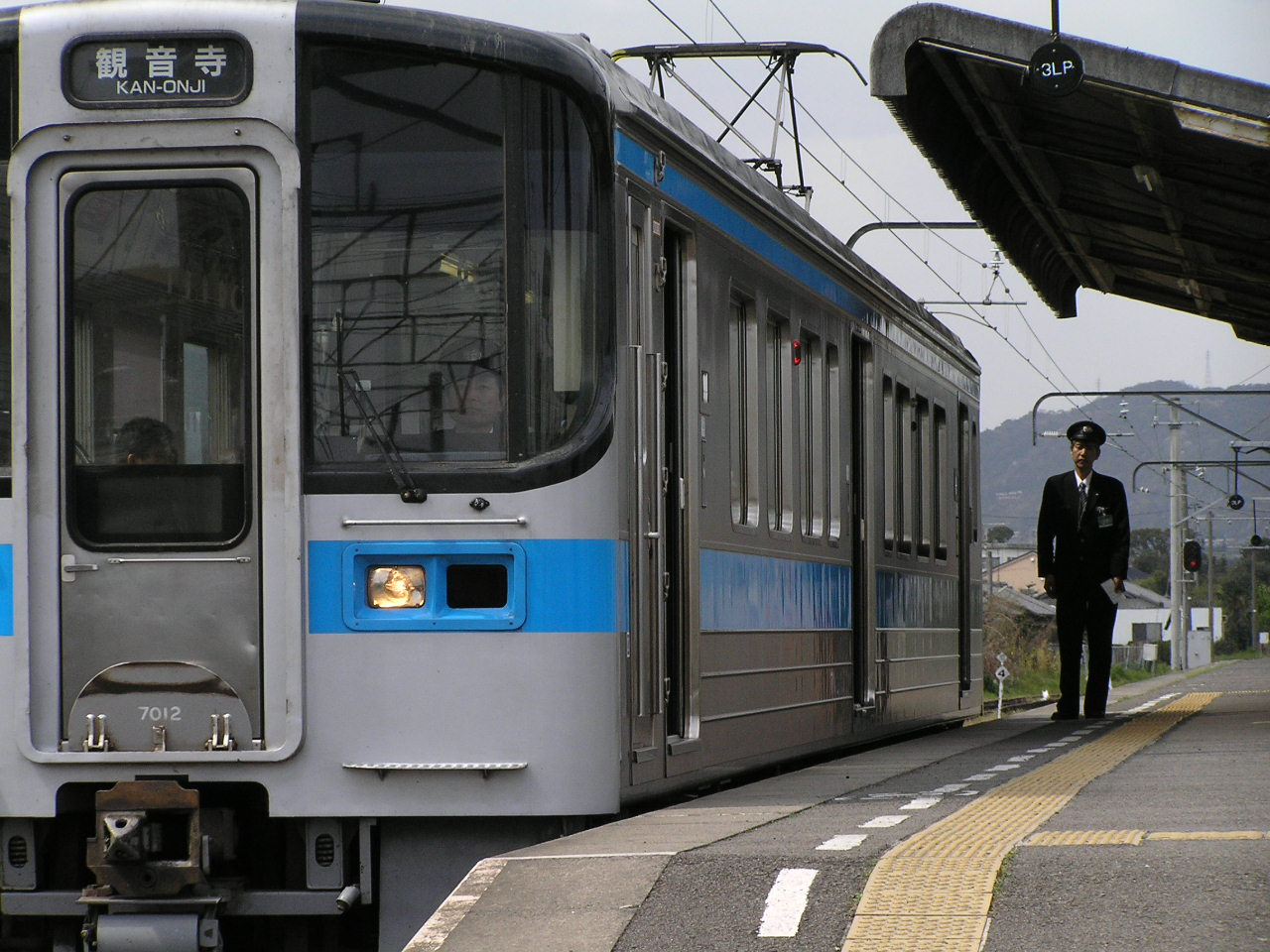
ホーム（2007年4月）

## 駅周辺
- 今治市役所大西支所（旧・大西町役場）
- 新来島どっく大井工場
- 今治市立大西小学校
- 今治市立大西中学校
- 大西郵便局
- 伊予銀行大西支店 - 当支店は合併先の伊予銀行の店舗として現存する唯一の旧東邦相互銀行の店舗である。
- 四国霊場第五十四番延命寺（駅から約4km）
- 国道196号
- 愛媛県道15号大西波止浜港線
- 愛媛県道163号鈍川伊予大井停車場線
- 瀬戸内運輸「大西」停留所

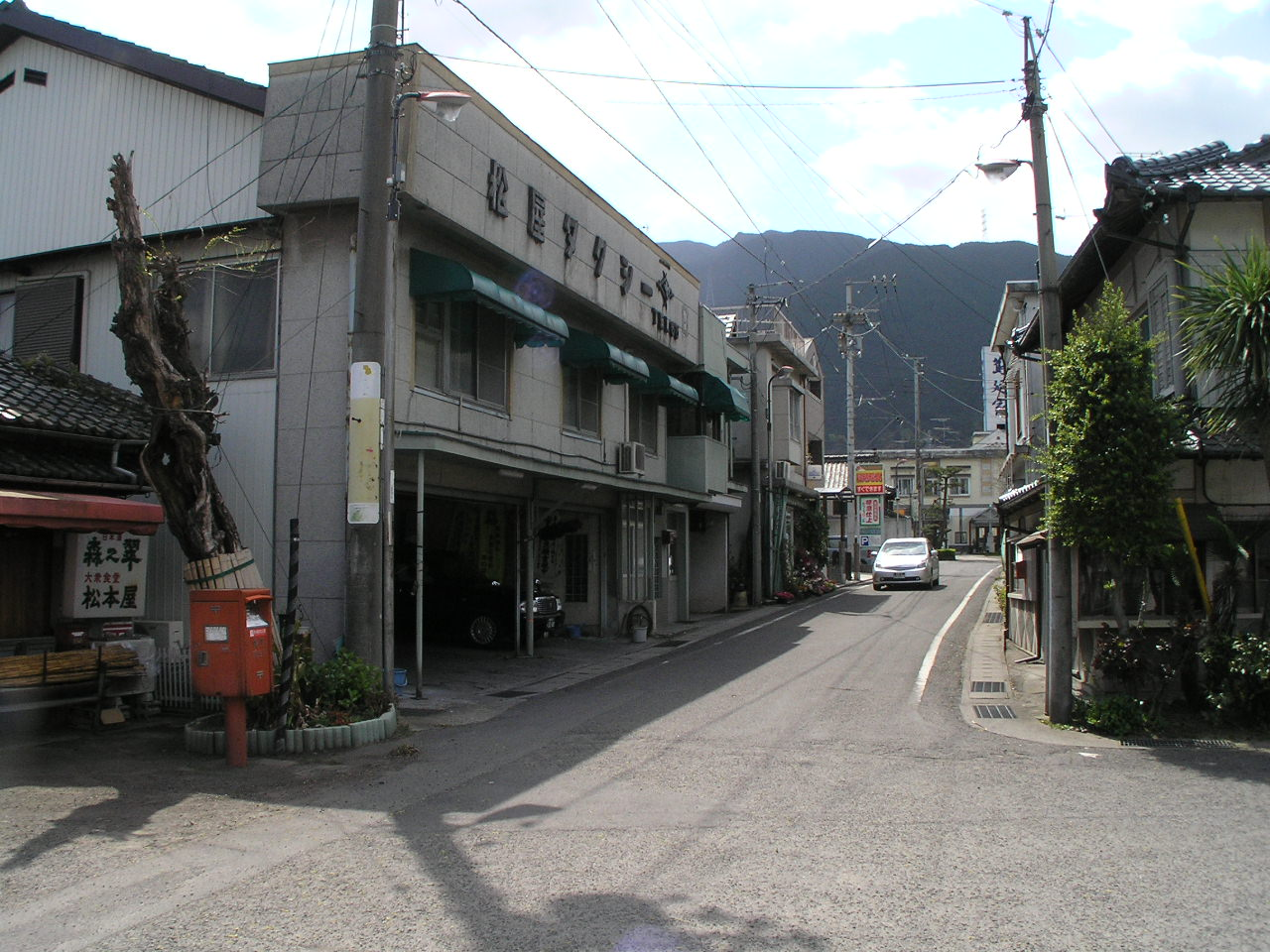
駅前（2007年4月）

## 隣の駅
四国旅客鉄道（JR四国）
■予讃線
波方駅 (Y42) - 大西駅 (Y43) - 伊予亀岡駅 (Y44)